# Книжная лавка писателей
Книжная лавка писателей — один из старейших книжных магазинов России и литературный клуб Санкт-Петербурга. Книжная лавка писателей была создана в 1934 году по решению Первого съезда советских писателей по инициативе А. М. Горького и С. М. Кирова.
На сегодняшний день Книжная лавка писателей внесена в «Красную книгу Петербурга» как объект, не подлежащий переименованию и перепрофилированию. Таким образом, лавка сохраняет своё историческое название и статус книжного магазина-клуба.
В Книжной лавке писателей на протяжении всех лет её существования проходят встречи петербургских писателей, презентации новых книг, творческие встречи, поэтические вечера. В разные годы здесь бывали Ольга Берггольц, Федор Абрамов, Евгений Винокуров, Вадим Шефнер, Евгений Евтушенко и многие другие.

## История
Самая первая книжная лавка в Санкт-Петербурге появилась в 1714 году, находилась она на Троицкой площади в Гостином дворе, рядом с первой типографией. Торговали там календарями, азбуками, военной и морской литературой, — словом, тем, что печатала типография. Просуществовала эта лавка сравнительно недолго.
В 1813 году в Петербурге открылись сразу две книжные лавки: одна — на Садовой улице, в доме полковника Балабина, — принадлежала Василию Алексеевичу Плавильщикову. Вторая — принадлежавшая Ивану Васильевичу Слёнину — находилась на Невском проспекте, у Казанского моста. Это было самое начало золотого века отечественной литературы — и постоянными гостями в обеих лавках были известные петербургские литераторы — современники А. С. Пушкина.
Особое место среди книготорговцев той поры занимает А. Ф. Смирдин. По словам Белинского, он совершил «решительный переворот в русской книжной торговле и, вследствие этого, в русской литературе». В 1817 году Александр Филиппович Смирдин стал приказчиком в книжной лавке Плавильщикова, с которым его связывали доверительные дружеские отношения. В 1823 году по духовному завещанию хозяина Смирдин получил во владение его книжную лавку, и поставил дело на широкую ногу. В 1830 году он уже торговал в двух помещениях — в старом, переехавшем с Садовой на набережную Мойки у Синего моста, и в новом — на Невском проспекте, в недавно отстроенном доме лютеранской церкви Петра и Павла. В 1832 году он перевел всю торговлю на Невский проспект.
В просторном магазине Смирдина стали собираться многочисленные литературные деятели Петербурга, часто посещал эту книжную лавку Пушкин.
Значение деятельности Смирдина трудно переоценить. Он являлся одним из самых значительных издателей среди собратьев-книготорговцев, — именно по его почину в свет вышли и недорогие, и качественные издания сочинений Державина, Батюшкова, Жуковского, Карамзина, Крылова, Пушкина.
Кроме того, одной из составных частей деятельности лавки была помощь нуждающимся литераторам, на почве которой впоследствии вырос Литературный фонд, задуманный и созданный именно как Общество для пособия нуждающимся писателям и учёным.
Официально о создании Литературного фонда было объявлено в 1859 году. Над уставом его трудились представители столичной интеллигенции, а утвержден был устав императором Александром II.
Главной целью Фонда было вспомоществование — материальная помощь осиротевшим семьям литераторов и учёных, а также и самим литераторам и учёным, которые «по преклонности лет или по каким-либо другим обстоятельствам находятся в невозможности содержать себя собственными трудами».
Этот Литературный фонд просуществовал до 1917 года.
И только в 1934 году, в канун Первого съезда советских писателей Совет народных комиссаров СССР принял решение о создании при Союзе советских писателей организации, направленной на «улучшение культурно-бытового обслуживания и материального положения» работников литературы. Эта организация стала называться «Литературный фонд СССР». Тогда же было принято решение об учреждении Книжной лавки писателей.

## Книжная лавка писателей
Первый съезд советских писателей, который состоялся в 1934 году в Ленинграде, постановил создать в Ленинграде Книжную лавку писателей, которая первоначально разместилась на Литейном проспекте, 34. Только спустя 10 лет лавка переехала на Невский проспект, 66, где находится и поныне.
Название лавки отражает историю Петербурга, поскольку с XVIII века книжная торговля в Санкт-Петербурге производилась именно в книжных лавках, которые появились в системе Гостиного двора. Целью её создание было продвижение Советской литературы и поднятие культурного уровня населения. Проводились мероприятия по пропаганде чтения и русской литературы, встречи с авторами, творческие вечера. Литература представленная в Лавке обязательно включала в себя труды по литературоведению, искусству. Лавка стала клубом писателей и сразу же приобрела у ленинградцев большую популярность.
В годы Великой Отечественной войны лавка не закрывалась ни на один день. Более того, в феврале 1942 года Книжная Лавка писателей выполнила план продажи книг на 280 %.
В послевоенные годы книжная лавка превратилась в важный культурный центр, в работе которого принимали участие творческие союзы города. Кроме выступлений поэтов, прозаиков, драматургов, критиков и переводчиков, в Книжной лавке писателей была организована постоянно меняющаяся выставка картин ленинградских художников и фотовыставки.
После распада Советского Союза продажи начали стремительно падать, причиной этому были и развитие компьютерных технологий и наметившаяся тенденция к уменьшению спроса на книги на бумажном носителе. Кроме того и сама лавка потеряла свой привычный вид, превратившись из мощного культурного центра в книжный магазин. Ленинградские писатели остались лишними в новой концепции лавки, деньги за продажи книг их авторам не выплачивались, помещения стали использовать не по назначению, сдавались в субаренду под иные цели, ухудшился и её ассортимент.

## История дома на Невском, 66
У этого дома «литературная» история: участок под застройку здесь ещё в конце XVIII века получил русский поэт-классицист (а также кабинет-секретарь Екатерины II, президент Коммерц-коллегии) Г. Р. Державин, но, не успев ничего возвести, продал его купцу П. Шарову, который и построил здесь трёхэтажный особняк.
В 1877—1878 гг. дом был перестроен в соответствии с изменившимися архитектурными вкусами — заказчиком был потомственный гражданин города П. И. Лихачев, а архитектором — В. И. Иванов. Иванов не только надстроил здание на два этажа, но и изменил внутреннюю планировку и фасады. Здание превратилось в доходный дом со сдаваемыми внаём меблированными комнатами.
Из организаций в разное время в доме были: аптека (которую в народе называли Аничковой), магазин-контора издателя В. В. Бесселя, контора строительной фирмы Бадаевых, книжный магазин М. О. Вольфа и издательство М. В. Попова. В 1920-х годах на первом этаже открылся книжный магазин Ленокогиз, который и стал в 1934 году Книжной лавкой писателей.
В съемных квартирах здесь жили А. И. Куприн, Андрей Белый, литератор и дипломат В. В. Воровский.
Во время Великой Отечественной войны снаряды четырежды попадали в здание, работники лавки самостоятельно латали повреждения.
После войны дом — хотя и уцелевший — требовал ремонта. В 1975 г. в ходе обследования здания было установлено: «Не только стены и перекрытия, но и фундамент почти за 200 лет эксплуатации во многих местах дал трещины. По существу, от этого дома, так удачно вписавшегося в панораму Невского проспекта, сохранились лишь наружные стены, да и те на 30 % подверглись переделке». Решено было провести капитальный ремонт и реконструкцию дома. На это время Книжная лавка переехала в дом № 8 по Казанской улице.
Почти три года, с 1975 по 1978 г., длился ремонт, и 27 апреля 1978 года Книжная лавка вернулась в обновлённое здание. В ходе реставрации помещения были расширены, стены отделаны ореховыми панелями, с кессонированными потолками. Учитывая значение здания в панораме главной магистрали города, полностью был возобновлён лепной декор фасадов, рисунок балконных решеток и парапета.